# Gérard Bayo
Pour les articles homonymes, voir Bayo.
Œuvres principales
- Un printemps difficile
- Neige, suivi de Vivante Étoile

Gérard Bayo, né le 20 juillet 1936 à Cenon et mort le 3 mai 2023 à Paris, est un poète, essayiste et traducteur français.

## Biographie
Il obtient le prix Antonin-Artaud en 1977 pour Un printemps difficile, le prix international Lucian Blaga à Cluj-Napoca (Roumanie) en 1991 pour Poèmes et le prix Mallarmé en 2016 pour Neige, suivi de Vivante Étoile.
Il a traduit les poètes roumains Ana Blandiana et Horia Bădescu, outre la publication de plusieurs études sur Arthur Rimbaud.

## Œuvres
- Nostalgies pour paradis, ill. de Bernard Locca , Paris, Éditions José Millas-Martin, coll. « Paragraphes », 1956, 48 p. (BNF 31779141)
- L’Attente inconnue, dess. de Nicolas Damianakis, Bordeaux, France, Les Nouveaux Cahiers de jeunesse, 1961, 32 p. (BNF 32915949)
- Le Pain de vie, Dijon, France, Éditions Georges Chambelland, 1962, 56 p. (BNF 32915950)
- Les Pommiers de Gardelegen, Paris, Librairie Saint-Germain-des-Prés, coll. « Le Pont de l'Épée », 1971, 72 p. (BNF 35407231)
- Un printemps difficile, Paris, Éditions Guy Chambelland, coll. « Le Pont de l’Épée », 1975, 114 p. (BNF 34579598) Prix Antonin-Artaud 1977
- Didascalies, Saint-Laurent-du-Pont, France, Éditions Le Verbe et l’empreinte, 1977, 18 p. (BNF 34641933)
- Au sommet de la nuit, Paris, Librairie Saint-Germain-des-Prés, coll. « Poètes contemporains », 1980, 115 p.  (ISBN 2-243-01435-1)
- Déjà l’aube d'un été, Paris, Librairie Saint-Germain-des-Prés, coll. « Poètes contemporains », 1984, 109 p.  (ISBN 2-243-02324-5)
- Arthur Rimbaud & l’éveil des limbes, Troyes, France, Éditions Librairie Bleue, 1985, 95 p.  (ISBN 2-86352-033-4)
- Arthur Rimbaud, Troyes, France, Éditions Librairie Bleue, 1987, 299 p.  (ISBN 2-86352-040-7)
- Vies, Marseille, France, Éditions Sud, coll. « Poésie », 1989, 99 p.  (ISBN 2-86446-084-X)
- L’Œuvre inconnue de Rimbaud, Troyes, France, Éditions Librairie Bleue, 1990, 214 p.  (ISBN 2-86352-068-7)
- Poème/ Poèmes, Cluj-Napoca, Roumanie, les éditions Dacia, 1991 (ISBN 973-35-0212-X) Prix  "Lucian Blaga"
- Le Mot qui manque, Amay, Belgique, Les éditions l’Arbre à Paroles, 1994, 72 p. BRB no 722214
- Omphalos, Amay, Belgique, Les éditions l’Arbre à Paroles, 1995, 68 p. BRB no 808019
- La Révolte d’Arthur Rimbaud, Troyes, France, Éditions Librairie Bleue, coll. « Essais », 1995, 294 p.  (ISBN 2-86352-115-2)
- Pierre du seuil, Amay, Belgique, Les éditions l’Arbre à Paroles, 2003, 103 p. BRB no 1420840
- KM 340, Saint-Pierre-la-Vieille, France, Atelier La Feugraie, coll. « L’Allure du chemin », 2006, 74 p.  (ISBN 2-905408-74-X)
- L’Autre Rimbaud, Rimbach, Allemagne, Éditions En Forêt, 2007, 364 p.  (ISBN 978-3-929208-97-9)
- Chemins vers la terre, Châtelineau, Belgique, Éditions Le Taillis Pré, 2010
- La Gare de Voncq, Amay, Belgique, Les éditions l’Arbre à Paroles, 2012, 68 p.  (ISBN 978-2-87406-532-3)
- La Langue des signes, Paris, Éditions L’Herbe qui tremble, 2013, 75 p.  (ISBN 978-2-918220-16-9)
- Un printemps difficile, aquar. de Marie Alloy, Paris, Éditions L’Herbe qui tremble, 2014, 214 p.  (ISBN 978-2-918220-18-3)
- Sous cet arbre et dans la rue, Laon, France, Éditions La Porte, coll. « Poésie en voyage », 2014, 18 p. (BNF 43909588)
- Neige, suivi de Vivante Étoile, Paris, Éditions L’Herbe qui tremble, 2015, 161 p.  (ISBN 978-2-918220-30-5) Prix Mallarmé 2016
- Jours d'Excideuil, Paris, Éditions L’Herbe qui tremble, 2017, 164 p.  (ISBN 978-2-918220-55-8)
- Et si mal regardée, Paris, Éditions L’Herbe qui tremble, 2018, 150 p.  (ISBN 978-2-918220-66-4)
- Traversant l'aube, Paris, Éditions L’Herbe qui tremble, 2019, 164 p.  (ISBN 978-2-918220-80-0)
- Près de l’étang couleur de cendres, Paris, Éditions L’Herbe qui tremble, 2021, 214 p.  (ISBN 978-2-491462-26-0)

## Pour approfondir